# Jakubowo (Piecki)
Jakubowo [jakuˈbɔvɔ] (deutsch Jakobsdorf) ist ein Dorf in der polnischen Woiwodschaft Ermland-Masuren und gehört zur Landgemeinde Piecki (Peitschendorf) im Powiat Mrągowski (Kreis Sensburg).

## Geographische Lage
Jakubowo liegt südlich des Probergsees (polnisch Jezioro Probarskie) in der südlichen Mitte der Woiwodschaft Ermland-Masuren, neun Kilometer südöstlich der Kreisstadt Mrągowo (deutsch Sensburg).

## Geschichte
Der kleine um 1871 Jacobsdorf und bis 1945 Jakobsdorf genannte Ort entstand 1825 als Abbau in der Landgemeinde (Alt) Proberg (polnisch Nowy Proberg). Am 13. Januar 1904 dann wurde aus den Abbauten Jakobsdorf, Klein Proberg (polnisch Probark Mały), Neuort, Ober Proberg (Probark Górny), Proberg (Nowy Probark) und Probergswerder (Żabieniec) der Landgemeinde Proberg die neue Landgemeinde Jakobsdorf gebildet und in den Amtsbezirk Proberg (Nowy Probark) eingegliedert. Dieser gehörte bis 1945 zum Kreis Sensburg im Regierungsbezirk Gumbinnen (ab 1905: Regierungsbezirk Allenstein) in der preußischen Provinz Ostpreußen. Nach Jakobsdorf eingemeindet waren Klein Proberg, Neuort, Ober Proberg und Probergswerder.
Aufgrund der Bestimmungen des Versailler Vertrags stimmte die Bevölkerung im Abstimmungsgebiet Allenstein, zu dem Jakobsdorf gehörte, am 11. Juli 1920 über die weitere staatliche Zugehörigkeit zu Ostpreußen (und damit zu Deutschland) oder den Anschluss an Polen ab. In Jakobsdorf stimmten 300 Einwohner für den Verbleib bei Ostpreußen, auf Polen entfielen keine Stimmen.
Als 1945 in Kriegsfolge das gesamte südliche Ostpreußen an Polen überstellt wurde, war auch Jakobsdorf davon betroffen. Es erhielt die polnische Namensform „Jakubowo“. Heute ist das Dorf Sitz eines Schulzenamtes (polnisch Sołectwo) und somit eine Ortschaft im Verbund der Landgemeinde Piecki (Peitschendorf) im Powiat Mrągowski (Kreis Sensburg), bis 1998 der Woiwodschaft Olsztyn (Allenstein), seither der Woiwodschaft Ermland-Masuren zugeordnet.

### Einwohnerentwicklung
| Jahr | Anzahl |
| ---- | ------ |
| 1867 | 214    |
| 1885 | 226    |
| 1905 | 398    |
| 1910 | 446    |
| 1933 | 498    |
| 1939 | 409    |
| 2011 | 143    |

## Kirche

### Evangelisch
Jakobsdorf war bis 1945 in die evangelische Pfarrkirche Sensburg in der Kirchenprovinz Ostpreußen der Kirche der Altpreußischen Union eingegliedert. Auch für Jakubowo besteht der Bezug zu eben diesem, jetzt allerdings St.-Trinitatis-Kirche Mrągowo genannten Gotteshaus, zugehörig nun der Diözese Masuren der Evangelisch-Augsburgischen Kirche in Polen.

### Katholisch
Vor 1945 war Jakobsdorf katholischerseits zur St.-Adalbert-Kirche in Sensburg eingepfarrt. Sie war dem Bistum Ermland zugeordnet. Heute bestehtz in Jakubowo selber eine katholische Gemeinde, die als Filialgemeinde der Pfarrei Kosewo (Kossewen, 1938 bis 1945 Rechenberg) unterstellt ist und somit zum Bistum Ełk in der polnischen katholischen Kirche gehört. Das Gotteshaus in Jakubowo trägt den Namen „Kreuzerhöhungskirche“ (Kościół Podwyższenia Krzyża Świętego).

## Verkehr
Über eine Anbindung an das polnische Eisenbahnnetz verfügt Jakubowo nicht. Das Dorf ist von der polnischen Landesstraße 16 (frühere deutsche Reichsstraße 127) aus von Neu Proberg (Probark) über (Alt) Proberg (Nowy Probark) auf einer Nebenstraße zu erreichen. Außerdem bestehen von den Nachbarorten Wólka Baranowska (Bieberstein) und Żabieniec (Probergswerder) Verbindungen nach Jakubowo.

## Persönlichkeiten

### Aus dem Ort gebürtig
- Dieter Grau (* 19. März 1927 in Jakobsdorf; † 28. März 2018 in Bonn), deutscher Schriftsteller